# Callitris sulcata
Callitris sulcata é uma espécie de conífera da família Cupressaceae.
Apenas pode ser encontrada na Nova Caledónia.
Esta espécie está ameaçada por perda de habitat.